# Улица Церковная Горка
У́лица Церко́вная Го́рка — небольшая улица на севере Москвы в Алексеевском районе Северо-Восточного административного округа, начинается от проспекта Мира и заканчивается улицей Кибальчича. На улице находится единственное здание — храм Тихвинской иконы Божией Матери в Алексеевском (современный адрес — проспект Мира, 130).

## История
Название улицы дано по её расположению на Церковной горке, небольшой возвышенности в бывшем селе Алексеевском. Церковная горка названа так по церкви Тихвинской иконы Божией Матери, построенной в 1673—1680 годах по распоряжению царя Алексея Михайловича на пути паломничества в Троице-Сергиев монастырь. В храме сохранились моленные комнаты царя и царицы. Сам царь Алексей Михайлович, однако, умер в 1676 году и не дождался окончания строительства ни соседнего царского дворца (до наших дней не сохранился), ни этого храма, которые по плану должны были быть соединены крытым переходом и представлять собой единый комплекс.

## Расположение
Улица начинается от проспекта Мира напротив Останкинского проезда и проходит на восток, где на холме располагается церковь Тихвинской иконы Божией Матери, затем огибает церковь справа и выходит на улицу Кибальчича.

## Учреждения и организации
- Дом 26А — Храм Тихвинской иконы Божией Матери в Алексеевском; церковно-приходская школа.